# Rhipidia (Rhipidia) subterminalis
Rhipidia (Rhipidia) subterminalis is een tweevleugelige uit de familie steltmuggen (Limoniidae). De soort komt voor in het Neotropisch gebied.